# 唳鸟属
唳鸟属（学名：Torotix）是种生存于晚白垩世的半水生鸟类。这种鸟栖息于西部内陆海道沿岸，但由于仅发现过一块肱骨，故尚不清楚其究竟是海鸟还是淡水鸟类。该属仅含一个已知物种：克氏唳鸟（Torotix clemensi），正模标本是一个不完整的肱骨化石，发现于怀俄明州兰斯组，该地层沉积于距今6600万年的白垩纪最末期。

## 分类
布罗德科伯于1963年首次描述唳鸟，并认为它是火烈鸟的近亲。后期研究者则认为其与鸻形目更为近缘。更近期的研究则发现其与雁形目类似。
一项对翅膀骨骼的支序研究发现唳鸟明显与加岛信天翁（属于鹱形目）、北方塘鹅（属于鲣鸟目）、彩三趾鹑（一种古老的鸻形目）、黑颈长脚鹬（一种更进阶的羽鸻形目）或红鹳均不类似。然而，这种比较只提供了生态方面的信息，而不是系统发生学方面的相似性。
唳鸟科（Torotigidae）刚建立时仅含副斯堪尼鸟与高卢鸟两个属，但前者现为潜水鸟的次异名，后者则可能为鸡雁小纲的一种非常早期的禽类。